# Ярослав Кошів
Ярослав Володимир Кошів англ. Jaroslav Volodymyr Koshiw (18 жовтня 1943, Сколе) — український журналіст.

## З біографії
Народився 1943 року у місті Сколе Стрийського повіту (Галичина). У 1950 році разом із батьками прибув
до США. Закінчив інженерні студії в Детройті, працював за фахом. Навчався у Шотландії. Опублікував матеріали Міністерства закордонних справ Великої Британії про Україну. В 90-х роках працював журналістом в Україні. У 1998–1999 роках — заступник редактора «Kyiv Post».

## Праці
- Workers against the Gulag. London, 1978 (співавт.)
- The Chernobyl Disaster. London, 1988 (співавт.)
- British Foreign Office Files on Ukraine and Ukrainians, 1917–1948. Edmonton, 1997
- Beheaded: The Killing of a Journalist. - Artemia Press, 2003. - 280 p.
- Обезголовлений. Убивство журналіста. [пер. з англ.] - Artemia Press, 2004. - 292 с.[1]
- Abuse of Power, Corruption in the Office of the President. Bristol, 2013.
- MH-17: The story of shooting down of the Malaysian airliner. Artemia Press Ltd, 1 Jun. 2015 - 100 pages.